# Симеон Мечев
Симеон Красимиров Мечев е български футболист, който играе като полузащитник за Локомотив София.